# Wechselameisenwürger
Der Wechselameisenwürger, auch Südliche Tropfenameisenwürger (Thamnophilus caerulescens) zählt innerhalb der Familie der Ameisenvögel (Thamnophilidae) zur Gattung Thamnophilus.
Die Art kommt in großen Teilen Südamerikas vor.
Das Verbreitungsgebiet umfasst tropischen immergrünen Waldrand von Peru südlich entlang der Anden bis Argentinien und Ostbrasilien, gerne zwischen 1200 und 2800 m Höhe.

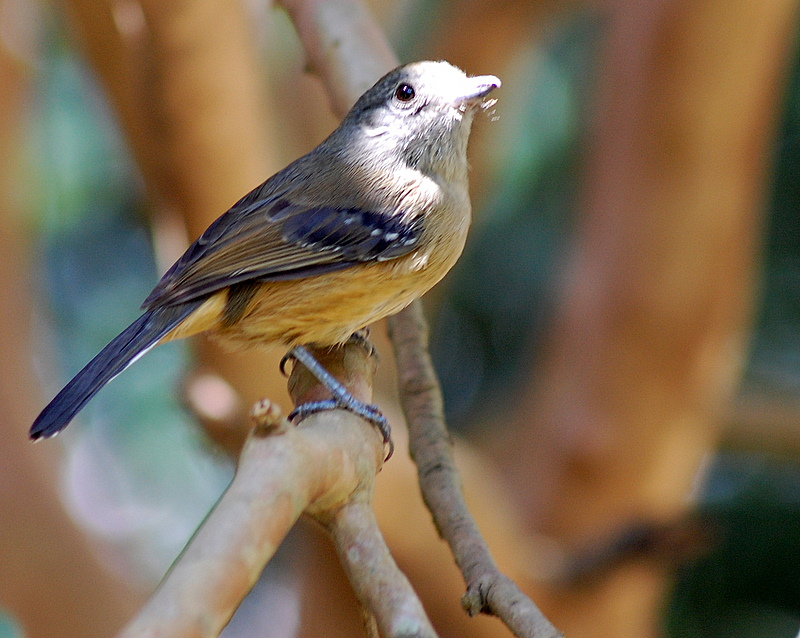
Weibchen

 

## Merkmale
Der Vogel ist etwa 14 bis 16 cm groß und wiegt zwischen 15 und 24 g. Das Männchen ist an Stirn und Scheitel schwarz, die Kopfseiten sind grau, die Oberseite dunkelgrau mit schwarz, es hat einen weißen Interskapularfleck, die Flügeldecken sind weiß gepunktet, die Flugfedern sind schwärzlich-braun, blassbraun und weiß berändert. Der Schwanz ist braun bis schwarz mit weißen Spitzen. Die Unterseite ist grau. Beim Weibchen ist die Oberseite einschließlich Scheitel olivbraun, die Oberschwanzdecken gelblich-braun berändert, die Flügeldecken sind sehr dunkelbraun mit weißen Spitzen, Flugfedern dunkelbraun mit lehmfarbenen Rändern, der Schwanz ist dunkelbraun mit kleinen weißen Spitzen. Kehle und Brust sind ockerfarben-grau, die übrige Unterseite zimtfarben. Jungvögel ähneln den Weibchen sind aber mehr gelblichbraun.

## Geografische Variation
Es werden folgende Unterarten anerkannt:
- T. c. melanchrous P. L. Sclater & Salvin, 1876[4] – Peru, enthält T. c. subandinus Taczanowski, 1882[5][6]
- T. c. aspersiventer d’Orbigny & Lafresnaye, 1837[7] – Südostperu und Westbolivien
- T. c. dinellii Berlepsch, 1906[8] – Südbolivien und Nordwestargentinien
- T. c. paraguayensis Hellmayr, 1904[9] – Südostbolivien, Nordparaguay und Südbrasilien
- T. c. gilvigaster Pelzeln, 1868[10] – Südostbrasilien, Uruguay und Nordostargentinien
- T. c. caerulescens Vieillot, 1816[11], Nominatform – Südostparaguay, -brasilien und Nordostargentinien, enthält T. c. albonotatus Spix, 1825[12][6]
- T. c. ochraceiventer Snethlage, E, 1928[13] – Brasilien
- T. c. cearensis (Cory, 1919)[14] – Nordostbrasilien, enthält T. c. pernambucensis Naumburg 1937[15][6]

## Stimme
Der Gesang wird als einfache, gleichmäßige Folge von 6 bis 7 klagenden Pfeiftönen gleicher Höhe und Lautstärke beschrieben.

## Lebensweise
Die Nahrung besteht überwiegend aus Insekten, aber auch aus Früchten.
Die Brutzeit liegt in Brasilien zwischen Oktober und Februar, in Bolivien und Peru zwischen August und November sowie in Argentinien zwischen Oktober und Dezember. Das Nest ist eine 5 cm tiefe und 6 cm breite Schale, in 0,6 bis 2,5 m Höhe an horizontale dünne Äste gehängt.

## Etymologie und Forschungsgeschichte
Die Erstbeschreibung des Wechselameisenwürgers erfolgte 1816 durch Louis Pierre Vieillot unter dem wissenschaftlichen Namen Thamnophilus caerulescens. Als Verbreitungsgebiet gab er Paraguay an, basierend auf Batara Noir et plumbé von Félix de Azara. Im gleichen Jahr führten Vieillot die neue Gattung Thamnophilus ein. Dieser Begriff ist ein Wortgebilde aus θαμνος thamnos für Busch und φιλος philos für Liebender. Der Artname caerulescens lateinisch caerulescens, caerulescentis ‚bäulich‘. Paraguayensis bezieht sich auf Paraguay, cearensis auf Ceará und pernambucensis auf Pernambuco. Dinellii ist Luigi M. Dinelli (1866–1939) gewidmet. Melanchrous hat seinen Ursprung in μελας, μελανος melas, melanos für schwarz und χροα, χροας, χρως, χρωτος chroa, chroas. chrōs, chrōtos für Farbe, Aussehen, Teint, subandinus in lateinisch sun ‚am Fuß‘ und lateinisch Andinum ‚Anden‘, aspersiventer in lateinisch aspersus, aspergere, spargere ‚besprenkelt, besprenkeln‘ und lateinisch venter, ventris ‚Bauch‘, gilvigaster in lateinisch gilvus ‚blass gelb‘ und lateinisch gaster, gasteris ‚Bauch‘, albonotatus in lateinisch albus ‚weiß‘ und lateinisch notatus, notare, nota, noscere ‚gefleckt, markiert, Markierung, markieren, wissen‘ und ochraceiventer in lateinisch ochraceus, ochra ‚ockerfarben, ocker‘ und lateinisch venter, ventris ‚Bauch‘. Alfred Laubmann hatte für sein Werk Die Vögel von Paraguay vierzehn Bälge der Unterart T. c. paraguayensis, gesammelt von Michael Mathias Kiefer (1902–1980), Eugen Josef Robert Schuhmacher (1906–1973), Hans Krieg (1888–1970) und Dr. Walter in Puerto Sastre, in San Luis de la Sierra im Departamento Concepción, in Zanja Moroti im Bergland des Río Apa, in Nueva Germania und in Santa Casilda, zur Verfügung. Für die Unterart T. c. dinellii verweist Laubmann auf ein Exemplar, dass Alberto Schulze nahe der bolivianischen Grenze gesammelt hatte und von Pierce Brodkorb erwähnt wurde. Für die Unterart T. c. caerulescens lag ihm ein Exemplar gesammelt durch Schuhmacher bei Independencia und zwei von Adolf Neunteufel (1909–1979) bei Cambyretá im Departamento Itapúa vor. Laubmann stellte fest, dass eine klare Trennung der Verbreitungsgebiete T. c. dinellii und T. c. paraguayensis sehr schwer vorzunehmen ist. Insbesondere bei der von Alexander Wetmore als T. c. dinellii deklarierte Unterart aus Puerto Pinasco wollte er keine eindeutige Meinung abgeben. In der Literatur sah Laubmann viele Nachweise der Art in Paraguay. So nannte er Hellmayr Colonia Risso und den Río Apa, John Graham Kerr Fortin Nueve und den Río Pilcomayo, Tommaso Salvadori Colonia Risso, Claude Henry Baxter Grant Arjerichi, Auguste Ménégaux und Hellmayr San Salvador, John Todd Zimmer Río Negro und Fort Wheeler im Chaco Boreal, Harry Church Oberholser Sapucay, Roberto Raúl Dabbene Villarrica, Elsie Naumburg mit Independencia, östlich von Caaguazú Yhú und Arnaldo de Winkelried Bertoni mit Departamento Alto Paraná. Zusätzlich sah er auch in Batara de pardo dorado von Azara die Art.

## Gefährdungssituation
Der Bestand gilt als nicht gefährdet (Least Concern).